# Voormalig Transol

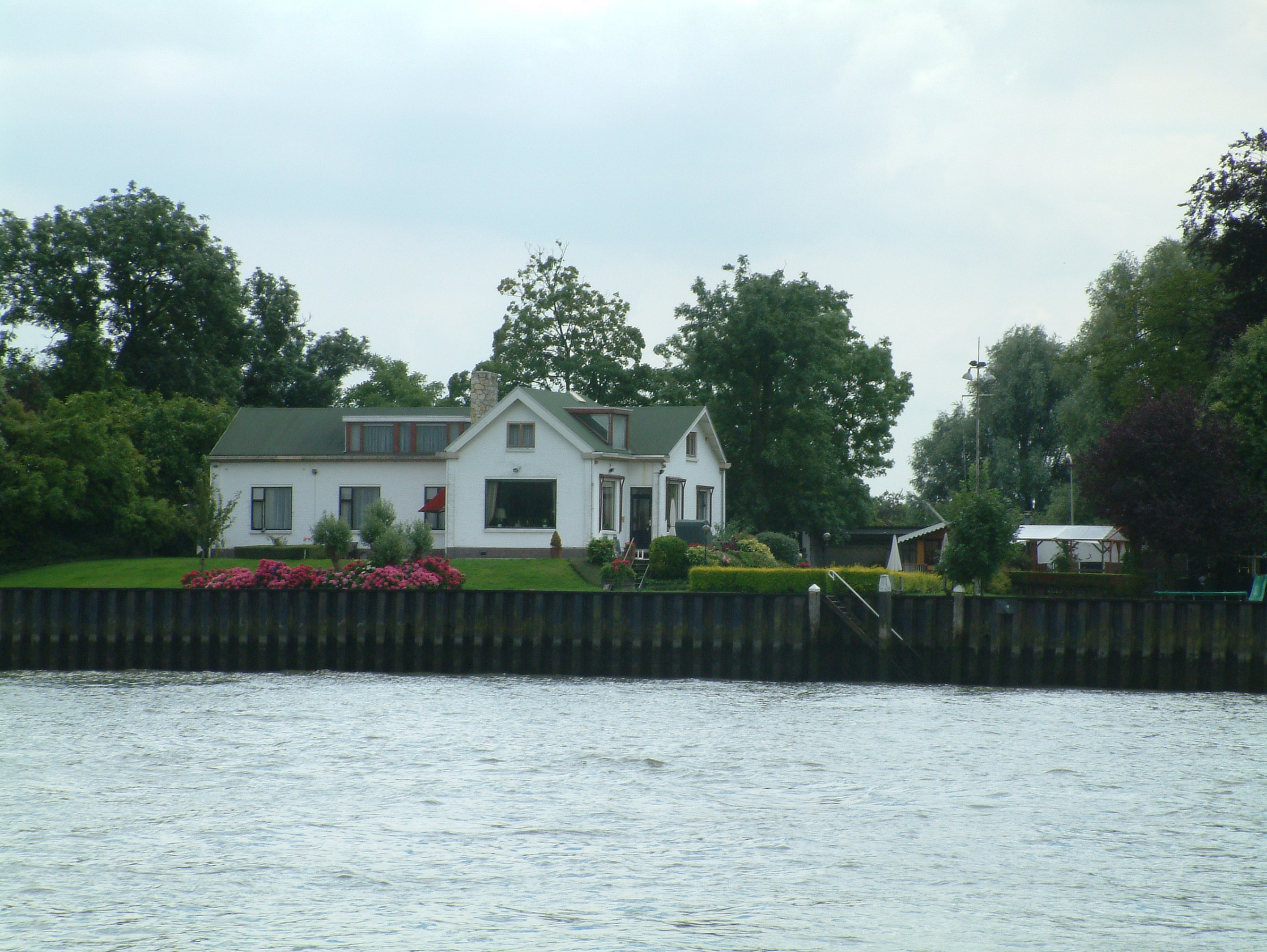
Witte villa, iets benedenstrooms van het voormalig kantoor van Transol aan de Nieuwe Maas

Het voormalig Transol is een bekend begrip in de Nederlandse binnenvaart. Daarbij gaat het om een meterslang reclamebord, waarop indertijd in grote letters de naam van het chemisch distributie- en logistiek bedrijf Transol stond vermeld. Het bord was bij het kantoor van de firma in Ridderkerk geplaatst, op de zuid-oever van de Nieuwe Maas. Het wordt als begrip nog steeds gebruikt bij het marifoonverkeer op de splitsing van de rivieren Nieuwe Maas, Noord en Lek. 
Het is opmerkelijk dat hiervoor anno 2024 nog steeds wordt verwezen naar het betreffende bord. Het stond in de tuin van het kantoor, in de vorm van een pijl met de punt naar het water. De tekst was daardoor aan beide zijden vanaf de rivier goed leesbaar. Op 8 januari 1998 maakte eigenaar Intercontinental Oil Supply & Crude Company NV bekend, dat TH International Holding BV met handelsnaam Transol per 31 december 1997 was overgenomen door Koninklijke Pakhoed. Dat bord is korte tijd later weggehaald. 
Schepen in de opvaart op de Nieuwe Maas waarschuwen de afvaart op de Noord dat ze zich bij het voormalig Transol bevinden en of de Lek opgaan – rechtdoor, waardoor gevaar voor aanvaring kan ontstaan – of de Noord indraaien en dus stuurboord uit gaan. De bedoeling is, dat voor rechtdoor gaande schepen ruimte wordt gemaakt door zo nodig stuurboord-stuurboord te varen, wat hier betekent dat het opvarende schip het midden van de rivier opzoekt en het afvarende schip achterlangs het opvarende steekt.  
Het is voor de beroepsvaart, die jaarlijks een aantal keren hier passeert, een bekend punt. Voor de pleziervaart, die hier maar een enkele keer langs komt, blijft het een raadsel waarom hiervoor geen gebruik wordt gemaakt van het kilometerraai 990, dat ter plaatse wel in beeld is. 